# تولا آرمز
تولا آرمز (روسی: Tula Arms) شرکت صنایع جنگ‌افزاری روس است، که در سال ۱۷۱۲ تأسیس شد.